# سایوز تی‌ام-۹
سایوز-تی‌ام-۹ (به روسی: Союз )(به معنای اتحاد) نهمین مأموریت سرنشین دار سازمان فضایی شوروی به سمت ایستگاه فضایی میر محسوب می شود. در طول این ماموریت ۲ فضاپیمای پشتیبانی پروگرس و همچنین چهارمین قطعه ایستگاه فضایی میر موسوم به کریستال به ایستگاه متصل شدند.

## خدمه مأموریت
| شماره | نام                          | ملیت               | تعداد پرواز | نقش عملیاتی | تصویر |
| ۱     | آناتولی سولوویف              | اتحاد جماهیر شوروی | ۲           | فرمانده     |       |
| ۲     | الکساندر نیکولایویچ بالاندین | اتحاد جماهیر شوروی | ۱           | مهندس پرواز |       |